# George Paget Thomson
George Paget Thomson (Cambridge, 3 de maio de 1892 — Cambridge, 10 de setembro de 1975) foi um físico britânico.
Recebeu em 1937 o Nobel de Física, pela verificação experimental da difração do elétron por cristais.
Nasceu em Cambridge, filho do físico laureado com o Nobel Joseph John Thomson e Rose Elisabeth Paget. Thomson estudou matemática e física no Trinity College (Cambridge) até a Primeira Guerra Mundial em 1914, quando se juntou ao Regimento de Infantaria da Rainha. Depois de um breve serviço na França, ele trabalhou em aerodinâmica em alguns lugares.
Em 1924, Thomson se casou com Kathleen Buchanan Smith, filha do Reverendíssimo Sir George Adam Smith. Eles tiveram dois casais de filhos. Kathleen morreu em 1941.
George Thomson recebeu o Nobel de Física em 1937 por descobrir as propriedades de onda do elétron (prêmio dividido com Clinton Joseph Davisson). Thomson demonstrou que o elétron pode difratar como uma onda, uma descoberta que prova o princípio de dualidade onda-partícula que foi inicialmente proposto por Louis de Broglie em 1924 (na apresentação de sua tese de doutorado).
Em 1930 foi apontado como professor no Imperial College em Londres. Durante a década de 30 e na Segunda Guerra Mundial, Thomson se especializou em física nuclear, se concentrando em aplicações práticas militares. Mais tarde, ele continuou seus trabalhos em energia nuclear mas também escreveu sobre aerodinâmica e o valor da ciência na sociedade.
Thomson ficou no Imperial College até 1952, quando se tornou mestre na Corpus Christi College em Cambridge. Em 1964, a academia o honrou com a estátua George Thomson, um trabalho de um arquiteto moderno no campus Leckhamtpon.